# Saint-Paul-d'Uzore
Saint-Paul-d'Uzore is een gemeente in het Franse departement Loire (regio Auvergne-Rhône-Alpes) en telt 98 inwoners (1999). De plaats maakt deel uit van het arrondissement Montbrison.

## Geografie
De oppervlakte van Saint-Paul-d'Uzore bedraagt 9,5 km², de bevolkingsdichtheid is 10,3 inwoners per km².
De onderstaande kaart toont de ligging van Saint-Paul-d'Uzore met de belangrijkste infrastructuur en aangrenzende gemeenten.

## Demografie
Onderstaande figuur toont het verloop van het inwonertal (bron: INSEE-tellingen).